# United States Metal Powders
United States Metal Powders (USM, früher U.S. Bronze Powders) ist ein privater amerikanischer Hersteller von Metallpulvern. Er besteht aus den Konzernen:
- AMPAL (Flemington (New Jersey), USA)[2]
- Poudres Hermillon (Hermillon, Frankreich)[3]